# Slovenia Open WTA 2005
Lo Slovenia Open WTA 2005, conosciuto per motivi di sponsorizzazione come Banka Koper Slovenia Open 2005, è stato un torneo di tennis giocato sul cemento. È stata la 1ª edizione del Slovenia Open WTA, che fa parte della categoria Tier IV nell'ambito del WTA Tour 2005. Si è giocato a Portorose in Slovenia, dal 19 al 25 settembre 2005.

## Campioni

### Singolare
Klára Koukalová ha battuto in finale  Katarina Srebotnik con il punteggio di 6–2, 4–6, 6–3

### Doppio
Anabel Medina Garrigues /  Roberta Vinci hanno battuto in finale  Jelena Kostanić /  Katarina Srebotnik con il punteggio di 6–4, 5–7, 6–2